# Pardosa plumipedata
Pardosa plumipedata är en spindelart som först beskrevs av Roewer 1951.  Pardosa plumipedata ingår i släktet Pardosa och familjen vargspindlar. Inga underarter finns listade i Catalogue of Life.